# I mille autunni di Jacob de Zoet
I mille autunni di Jacob de Zoet (The Thousand Autumns of Jacob de Zoet) è un romanzo storico, quinta opera dello scrittore inglese David Mitchell. Pubblicato nel 2010 in Inghilterra da Sceptre e in Italia da Frassinelli, vinse nel 2011 il premio Commonwealth Writers' Prize (premio regionale Europa ed Asia meridionale).
Il romanzo è ambientato verso la fine del XVIII secolo nel periodo storico giapponese chiamato Sakoku durante il quale l'Olanda era l'unica nazione europea ad intrattenere scambi commerciali con il Giappone.
I 'mille autunni' citati nel titolo fanno riferimento a una delle espressioni con le quali i giapponesi chiamavano la propria nazione ovvero 'Terra dei mille autunni'.

## Trama
Anno 1799: il povero apprendista di bottega Jacob de Zoet decide di partire con la Compagnia olandese delle Indie orientali per guadagnare abbastanza denaro da poter finalmente sposare la fidanzata Anna. Il suo mandato ha la durata di cinque anni e ha come destinazione l'isola giapponese di Dejima.
Funzionario serio e onesto si scontra ben presto con i maneggi dell'amministrazione che lo ha preceduto, affronta trattative commerciali con le autorità locali, conosce le personalità del luogo e si lega in maniera particolare al dottor Marinus, medico e scienziato autoesiliatosi nell'isola, e a una delle allieve della sua scuola di medicina, la giovane levatrice Orito.

## Produzione del romanzo
La prima idea del romanzo nacque nel 1994 quando Mitchell, in visita a Nagasaki, si imbatté casualmente nel museo di Dejima.
L'autore ha svolto un esteso lavoro di ricerca storica e linguistica, durato circa quattro anni, per creare una visione quanto più realistica della vita nel Giappone della fine del XVIII secolo.

## Fonti storiche e ispirazioni
Alcuni eventi descritti nel romanzo sono basati su fatti storici realmente accaduti come la visita della nave HMS Phaeton a Dejima e il suicidio rituale del governatore di Nagasaki Matsudaira Yasuhide.
Una delle chiavi della particolare commistione tra storia e fiction nel romanzo è l'autobiografia di Hendrik Doeff (1777-1835). Doeff, principale ispirazione per il personaggio di Jacob, lavorò a Dejima per la Compagnia olandese delle Indie Orientali dal 1799 e, a causa delle guerre napoleoniche e dei diversi stravolgimenti che riguardarono l'Europa, vi si ritrovò bloccato per diciotto anni.
Figure storiche realmente esistite che hanno ispirato altri personaggi del romanzo sono il medico Philipp Franz von Siebold, per il dottor Marinus, e sua figlia Oine, per Orito.

## Edizioni
- David Mitchell, I mille autunni di Jacob de Zoet, traduzione di Maurizio Bartocci, Frassinelli, 2010,  p. 586.